# Grzegorz Sztolcman
Grzegorz Czesław Sztolcman (* 23. Mai 1962 in Częstochowa) ist ein polnischer Politiker (PO). Er gehörte von 2007 bis 2015 dem Sejm in der VI. und VII. Wahlperiode an.

## Leben und Beruf
Sztolcman besuchte das 6. allgemeinbildende Gymnasium „Henryk Sienkiewicz“ in Częstochowa. Anschließend studierte er an der Schlesischen Medizinischen Akademie Kattowitz. 2000 absolvierte er ein Aufbaustudium im Gesundheitsmanagement an der Technischen Universität Częstochowa.
Ab 1988 arbeitete Sztolcman als Arzt im Ludwik-von-Rydygier-Krankenhaus in Częstochowa. Dort absolvierte er seine Facharztausbildung zum Chirurgen und spezialisierte sich auf Hand- und Mikrochirurgie. Ab November 2003 war Grzegorz Sztolcman ärztlicher Direktor der städtischen Kliniken Częstochowa.

## Politik
2006 wurde Sztolcman für die Platforma Obywatelska (PO) Ratsmitglied des Sejmik der Woiwodschaft Schlesien und trat daher als Ärztlicher Direktor zurück.
Bei den vorgezogenen Parlamentswahlen 2007 kandidierte Sztolcman im Wahlkreis Częstochowa für die PO und konnte mit 12.701 Stimmen ein Mandat für den Sejm erringen. Er arbeitet dort in der Kommission für Gesundheit und in der Kommission für Körperkultur, Sport und Tourismus. Bei der Parlamentswahl 2011 konnte er sein Mandat verteidigen. Hingegen kandidierte er erfolglos bei der Europawahl 2014. Auch bei der Parlamentswahl 2015 konnte er kein Mandat erringen und schied daher nach acht Jahren aus dem Sejm aus.